# Patient virtuel
Les patients virtuels sont des simulateurs informatiques interactifs destinés à la formation ou l’évaluation des professionnels de santé
,
,
. Ils sont particulièrement reconnus comme outil d'apprentissage du raisonnement clinique. En pratique, il s'agit de placer l'utilisateur face à un scénario clinique afin de lui permettre de développer sa capacité à recueillir les données du patient, formuler un diagnostic et déterminer une conduite à tenir. Les patients virtuels utilisent la technologie des jeux vidéo à des fins éducatives, ce qui en fait des jeux sérieux appliqués au domaine de la santé. Ils sont un des exemples de l'utilisation de la simulation en santé.
Le terme de patient virtuel est parfois utilisé pour désigner la représentation en trois dimensions d'un patient réel pour la préparation d'un traitement, par exemple en curiethérapie. Les patients virtuels ne doivent pas être confondus avec la microsimulation, modèle permettant d'évaluer l'effet global résultant de la simulation de nombreux comportements individuels.

## Types de patients virtuels

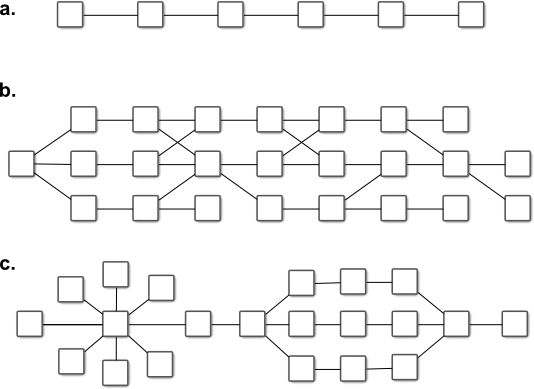
Différents schémas narratifs de patients virtuels. A : linéaire, B : ramifié, C : collier de perles.

Les patients virtuels existent sous de multiples formes, différant par leur technologie, leur interactivité, leur public et leurs objectifs pédagogiques.

### Linéaires
Les cas linéaires proposent une série d'étapes successives, souvent appelées cartes. L'utilisateur est parfois amené à répondre à une question pour passer à l'étape suivante. Quelles que soient les réponses, le parcours de tous les utilisateurs est le même.

### Collier de perles
La narration principale est la même mais plusieurs possibilités s'offrent parfois à l'utilisateur avant de rejoindre des étapes obligatoires.

### Ramifié
Les choix effectués par l'utilisateur peuvent le conduire sur des chemins différents, avec éventuellement des impasses ou des fins alternatives.

### Consultation exploratoire
L'apprenant est libre d'explorer la situation sans respecter un ordre prévu par le cas. Il s'agit souvent d'interroger et examiner le patient afin de déterminer un diagnostic et une conduite à tenir.

### Déchocage
Ce type de cas se concentre sur l'aspect physiologique. L'utilisateur peut effectuer des actions, souvent en temps réel, pour améliorer l'état du patient.

### Trois dimensions
Certains cas privilégient la possibilité d'observer le patient sous différents angles et d'interagir avec les éléments du décor, comme dans le jeu américain Pulse!.

### Multijoueur
Des patients virtuels permettent de mettre en place des situations multijoueurs, afin de former au travail en équipe. Il peut s'agir de la prise en charge en urgence d'un malade grave aux urgences, comme de la prise en charge à grande échelle d'une catastrophe
,
,
.

## Création de cas
Les patients virtuels reproduisent des situations cliniques, souvent issues de situations réelles. La façon de créer et adapter ces scénarios influence grandement l'usage qui peut en être fait : création de scénarios figés en studio par des professionnels de l'informatique ou création directement par les enseignants grâce à un outil auteur.

## Normes
Le consortium MedBiquitous propose un standard pour l'échange de scénarios de patients virtuels entre plateformes
,
.